# 최 (중국 성씨)
'춰이([CUI일성], 崔)는 중국의 성씨이다.
중국 최씨는 강태공(강씨)에서 분파하였다. 중국에서 최씨는 《백가성》 제189위로 소수 성씨이다.
- 청하 최씨는 중국의 최씨 본관 가운데 하나이다. 북위 때 선비족에게 숙청 당했다가 당나라 때 다시 성장하였다. 중국 최씨는 청하 최씨 등을 비롯한 한족계 이외에도 후이족, 이족 등에서 소수 나타나는 성씨라고 한다.